# Cung điện Peterhof

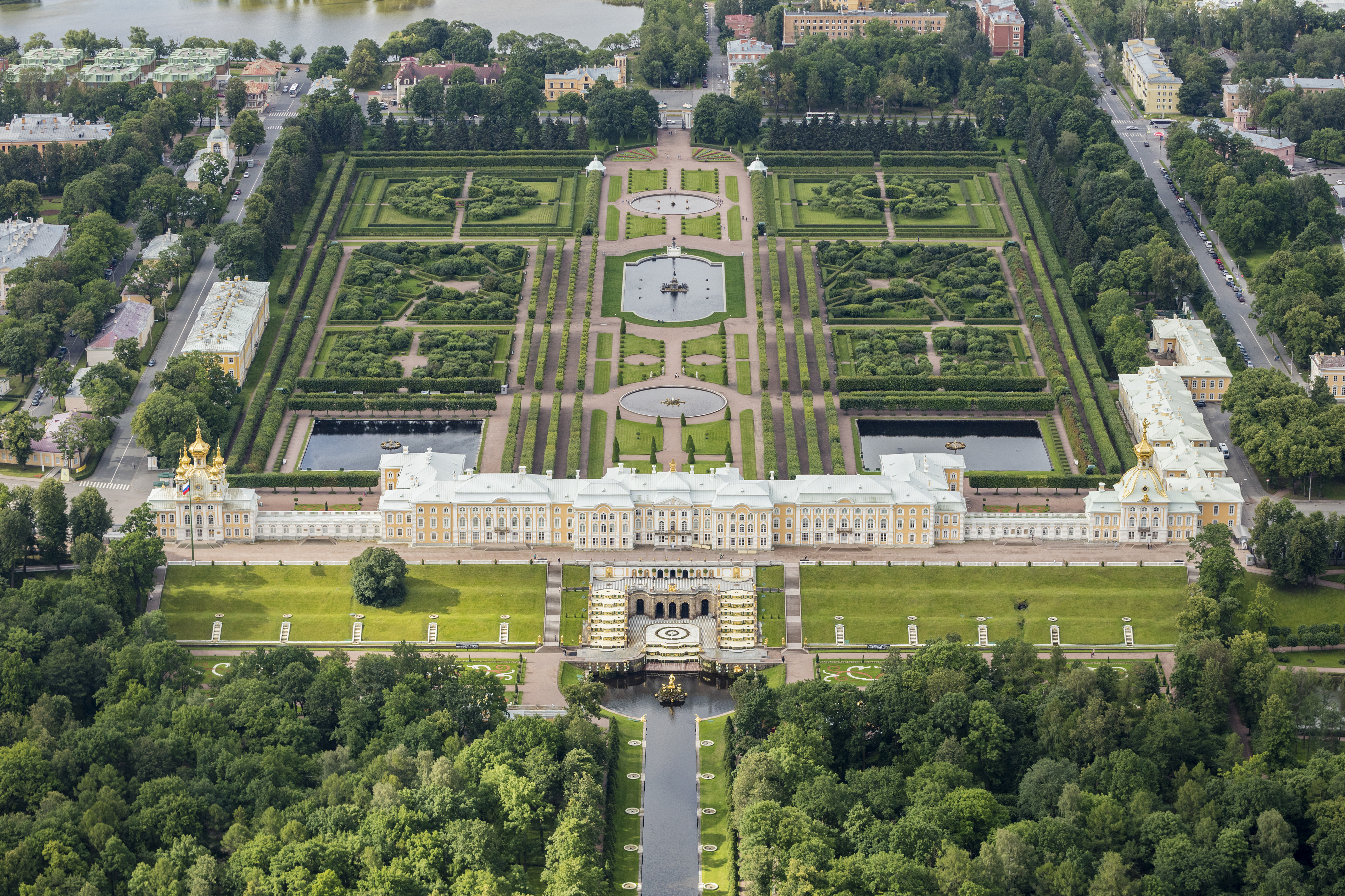
Cung điện Peterhof Palace (tòa nhà chính) và khu vườn phía trên nhìn từ trên cao

Cung điện Peterhof (tiếng Nga: Петерго́ф) là một loạt các cung điện và khu vườn nằm ở Peterhof, Sankt-Peterburg, Nga, được Pyotr Đại đế cho xây dựng để đọ với Cung điện Versailles của Louis XIV của Pháp. Nguyên ban đầu là khu nhà nghỉ hè của Pyotr ở nông thôn, ông đã cho phát triển thêm sau chuyến thăm cung đình Pháp vào năm 1717, vì thế mà cung điện này được khách du lịch đặt cho biệt danh là "Điện Versailles của Nga". Cung điện được xây dựng trong giai đoạn từ 1714 đến 1728, do kiến trúc sư người Ý Domenico Trezzini thiết kế và phong cách ông sử dụng đã trở thành nền tảng cho phong cách Baroque Pyotr được ưa chuộng khắp Sankt-Peterburg. Cũng trong năm 1714, Jean-Baptiste Alexandre Le Blond được giao thiết kế các khu vườn có thể vì ông từng hợp tác với nhà thiết kế cảnh quan cho Cung điện Versailles là André Le Nôtre. Francesco Bartolomeo Rastrelli đã hoàn thành việc mở rộng từ 1747 đến 1756 theo yêu cầu của Nữ hoàng Elizaveta. Quần thể cung điện cùng với trung tâm thành phố được công nhận là Di sản thế giới.

## Ảnh

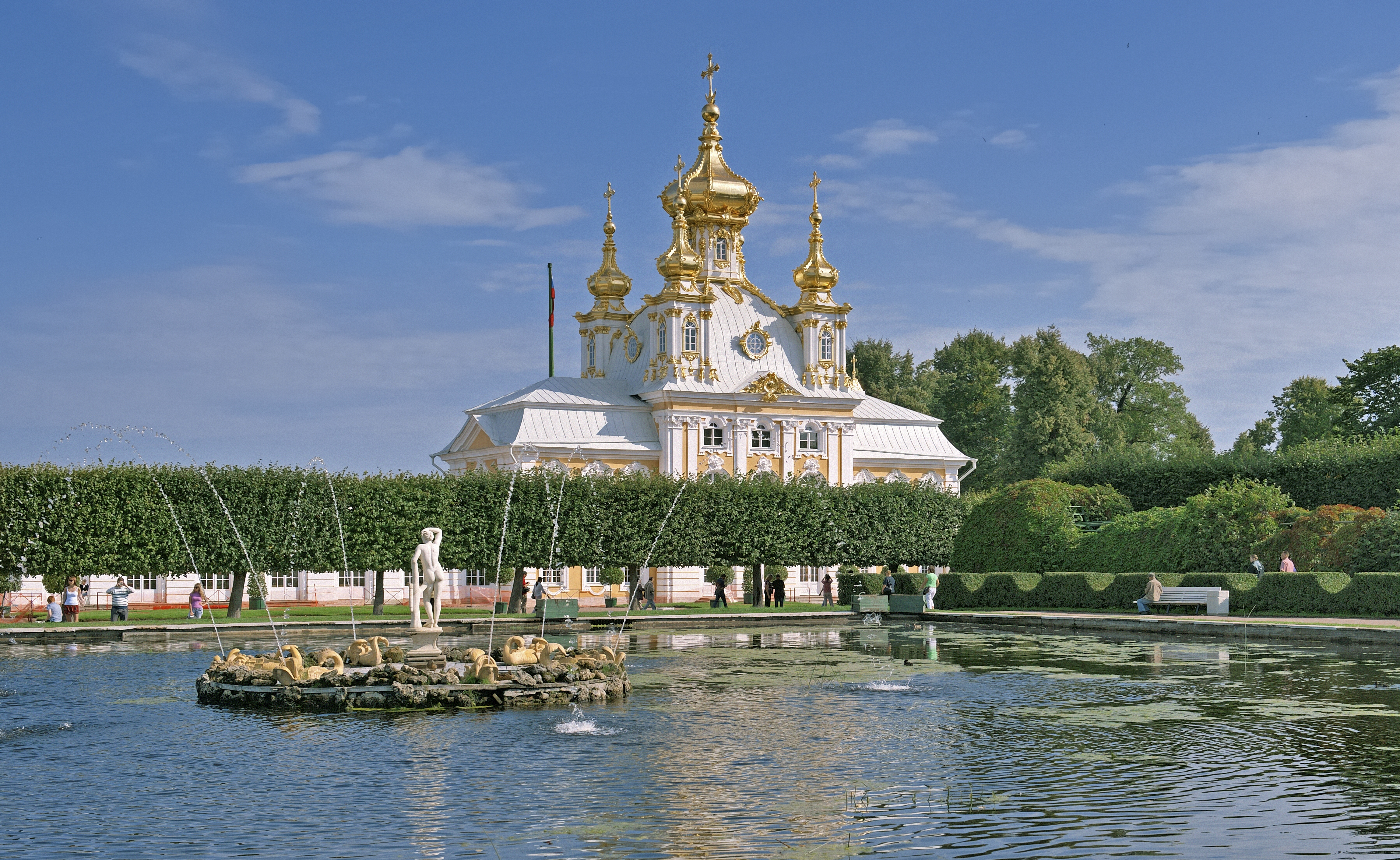
Nhà thờ trong cung điện
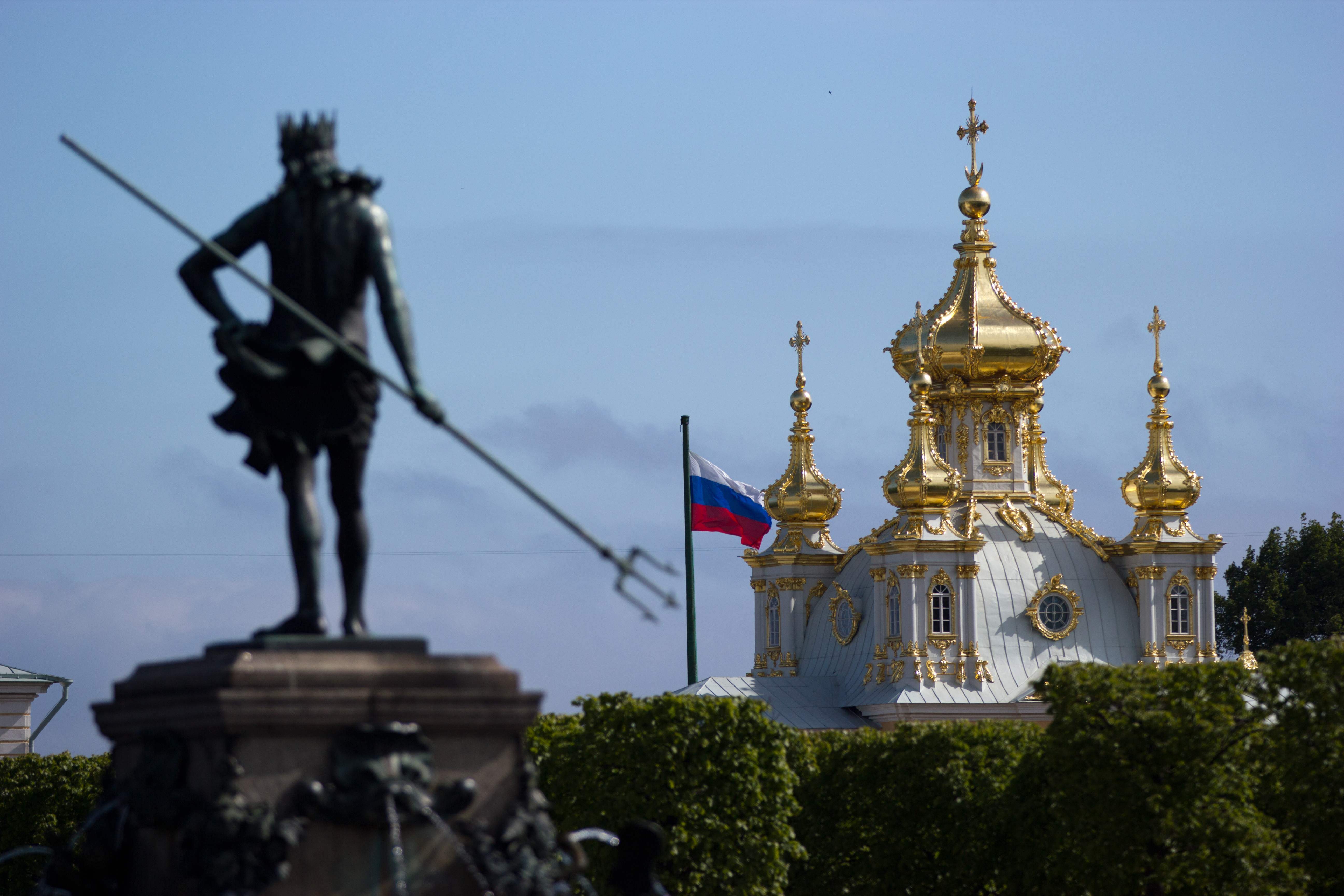
Tượng Poseidon và một mái vòm trong cung điện
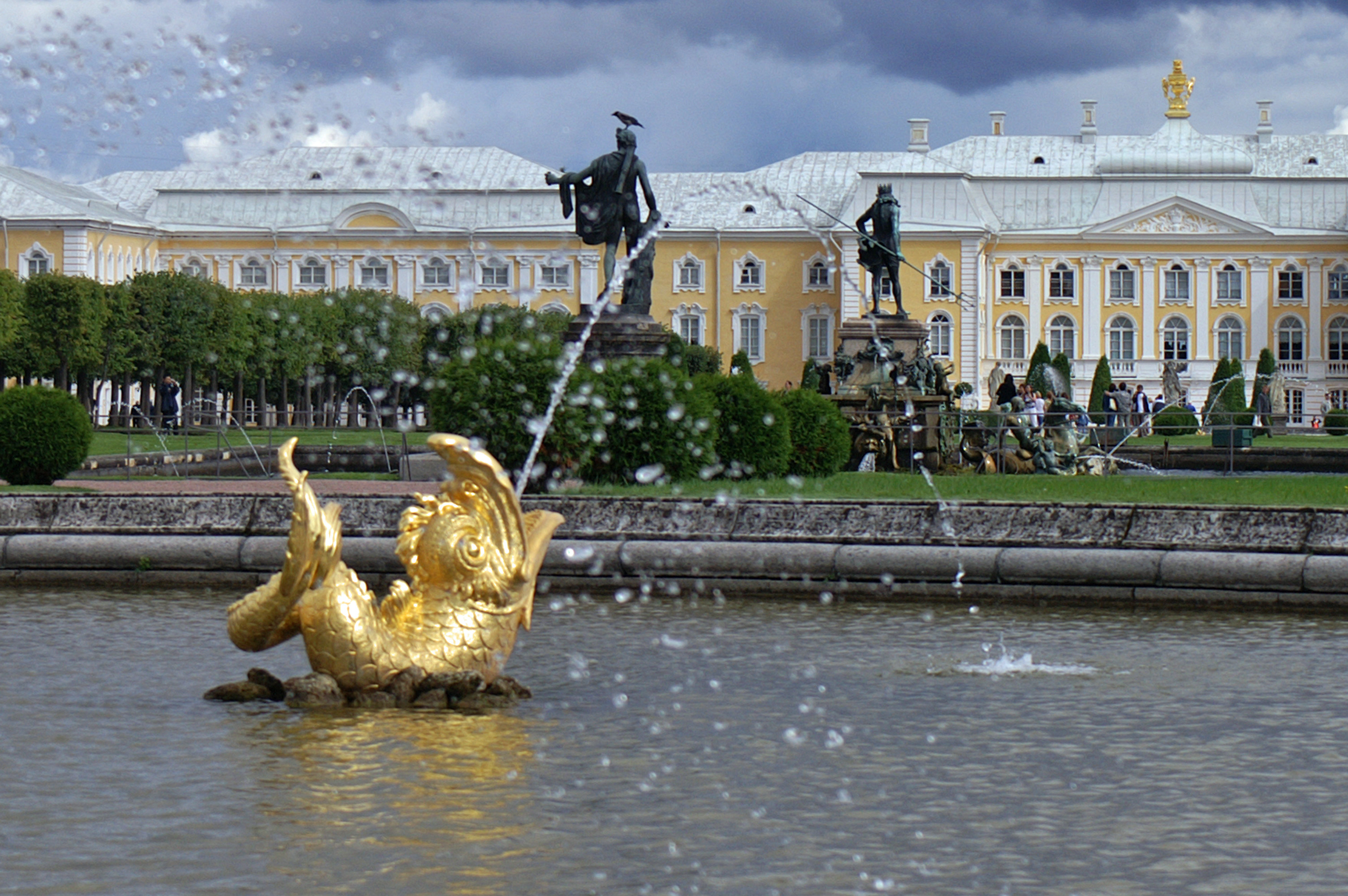
Vườn Thượng ở Cung điện Peterhof
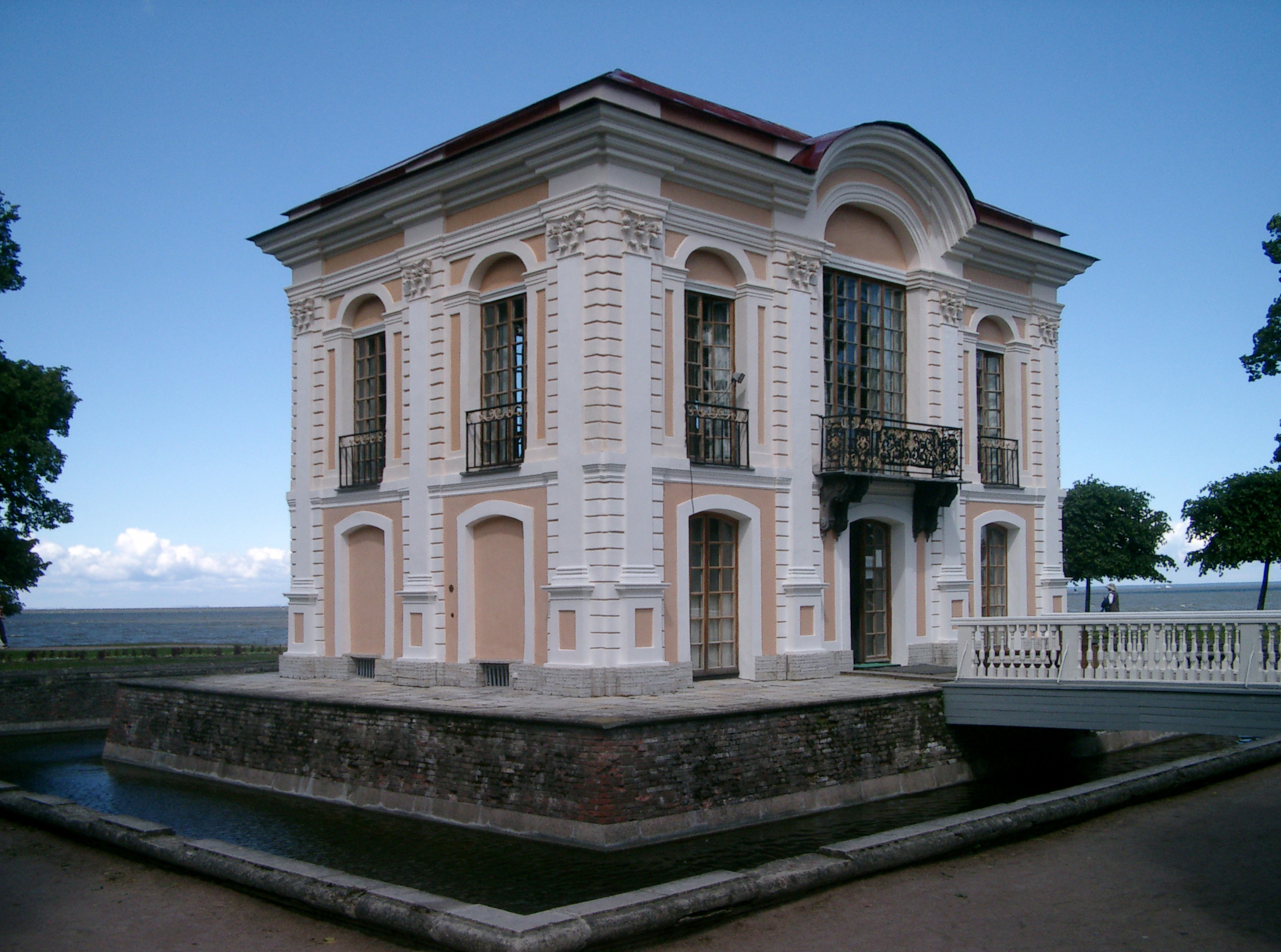
Đình Hermitage ở Vườn Hạ
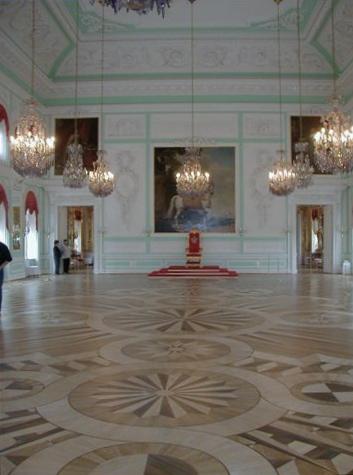
The Grand Throne Room
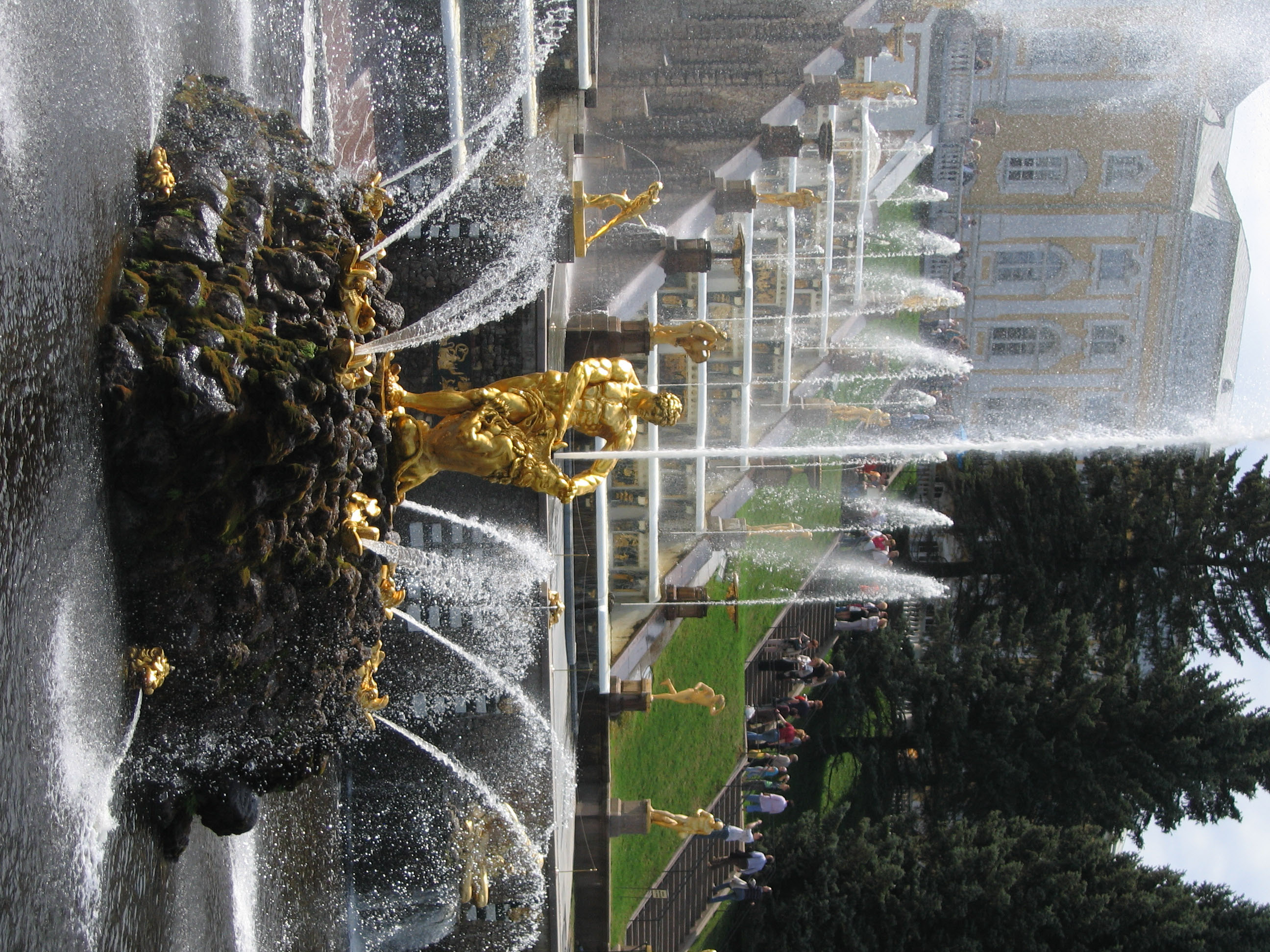
Samson và Sư tử, tác phẩm của Mikhail Kozlovsky
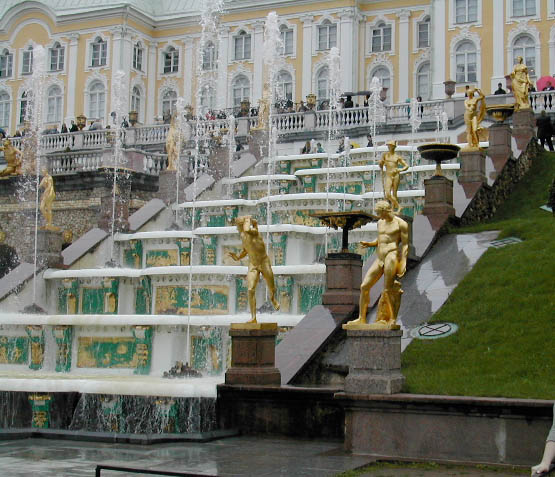
Một phần Grand Cascade
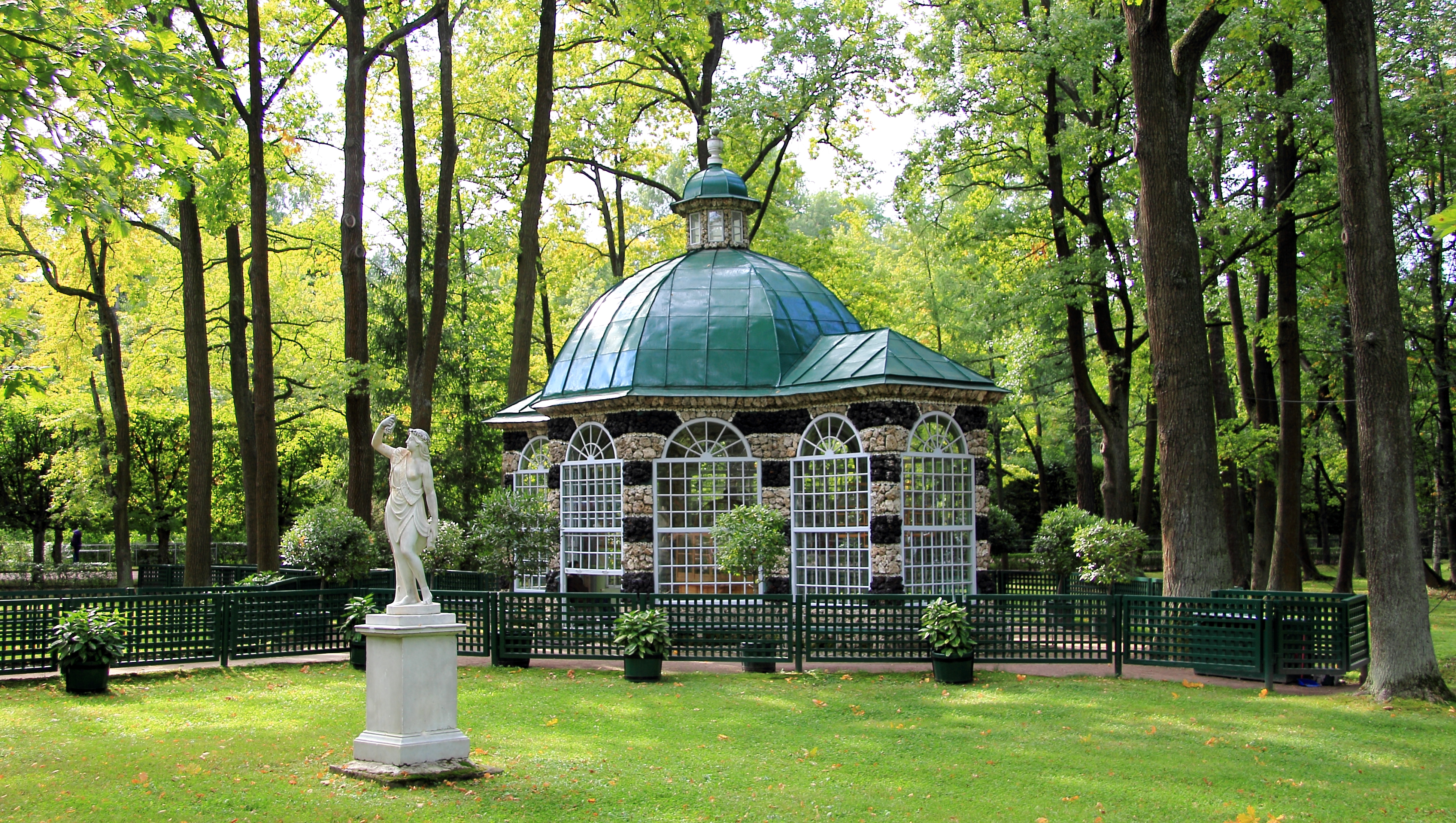
Đình Aviary
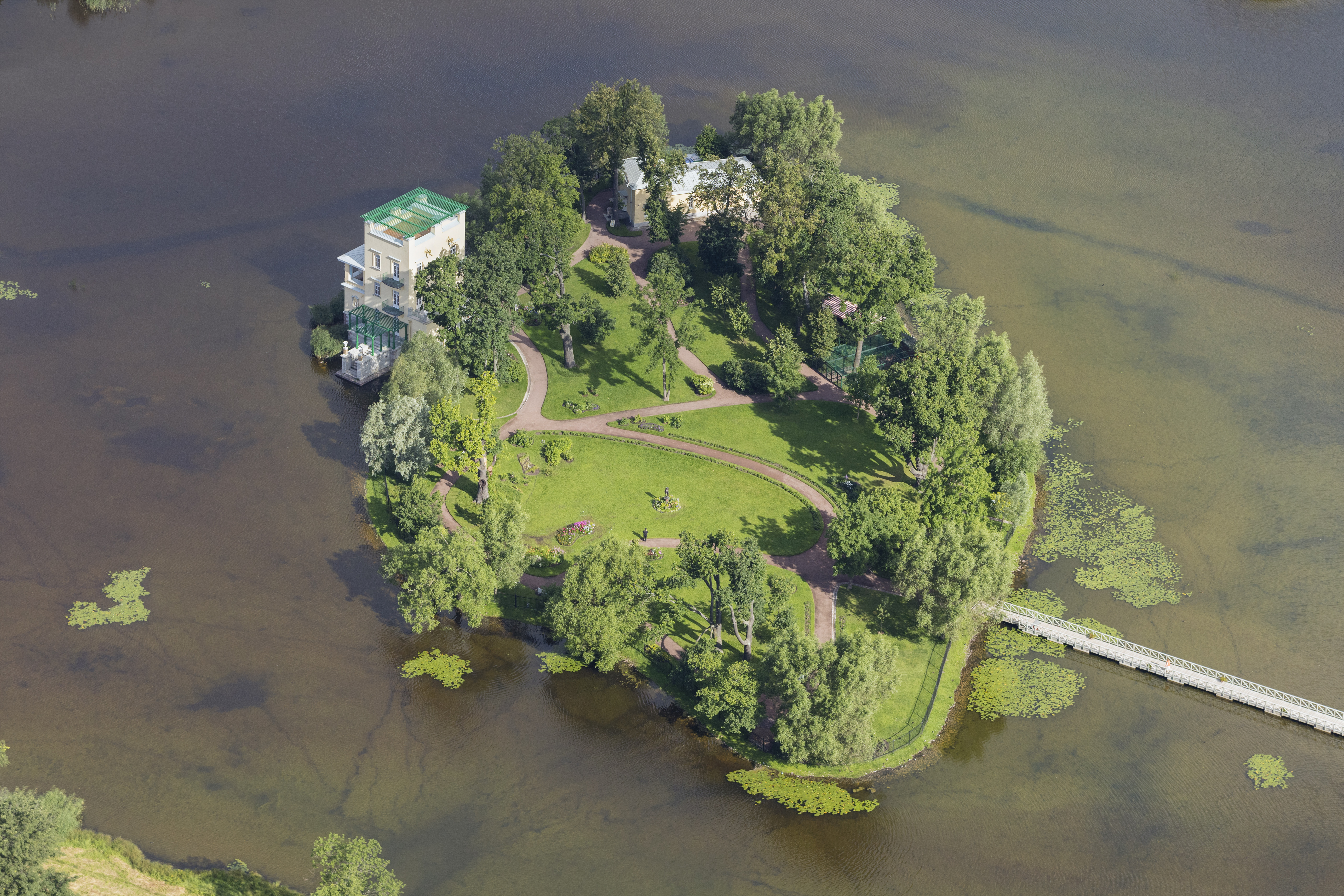
Đình Olgin
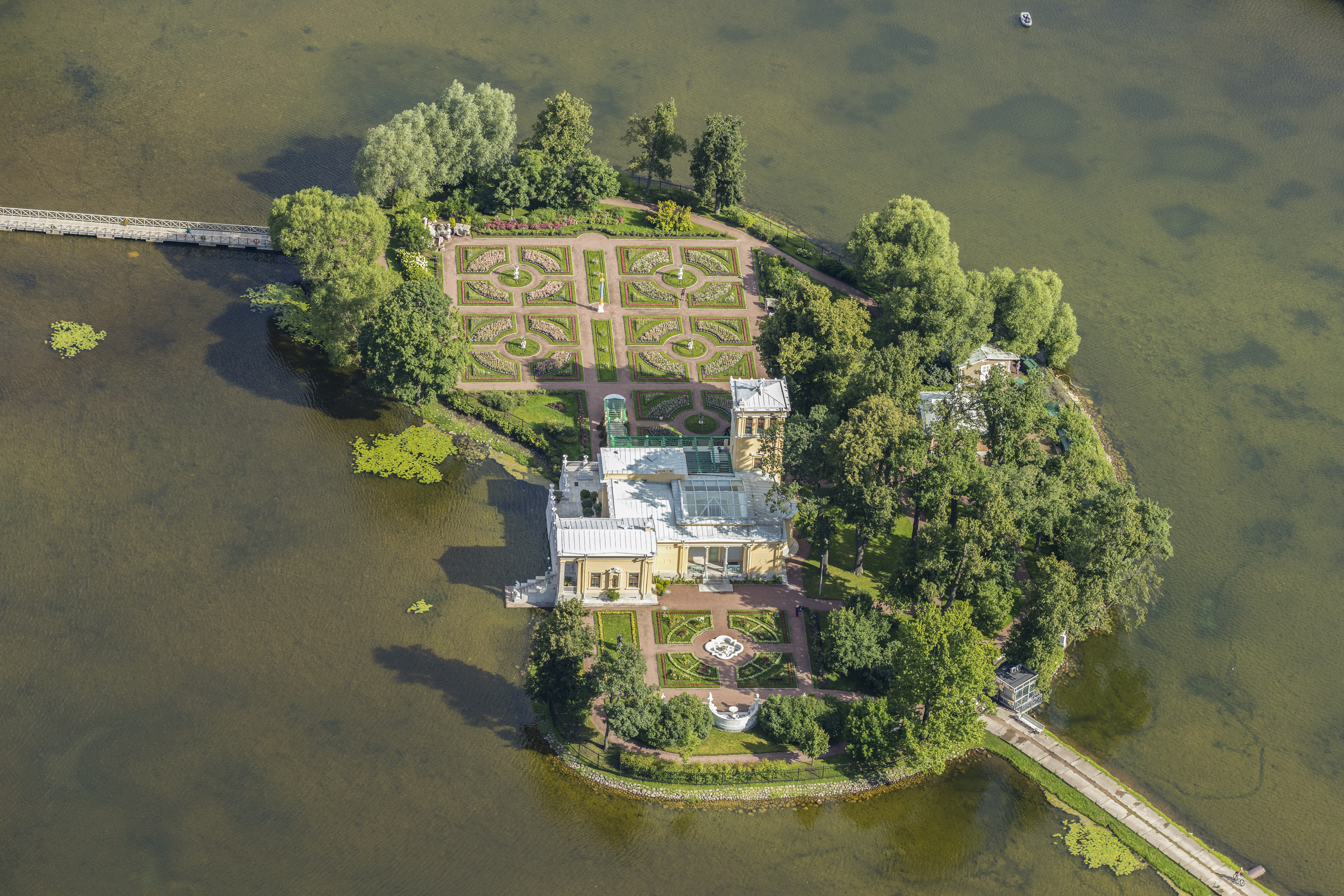
Đình Tsaritsyn
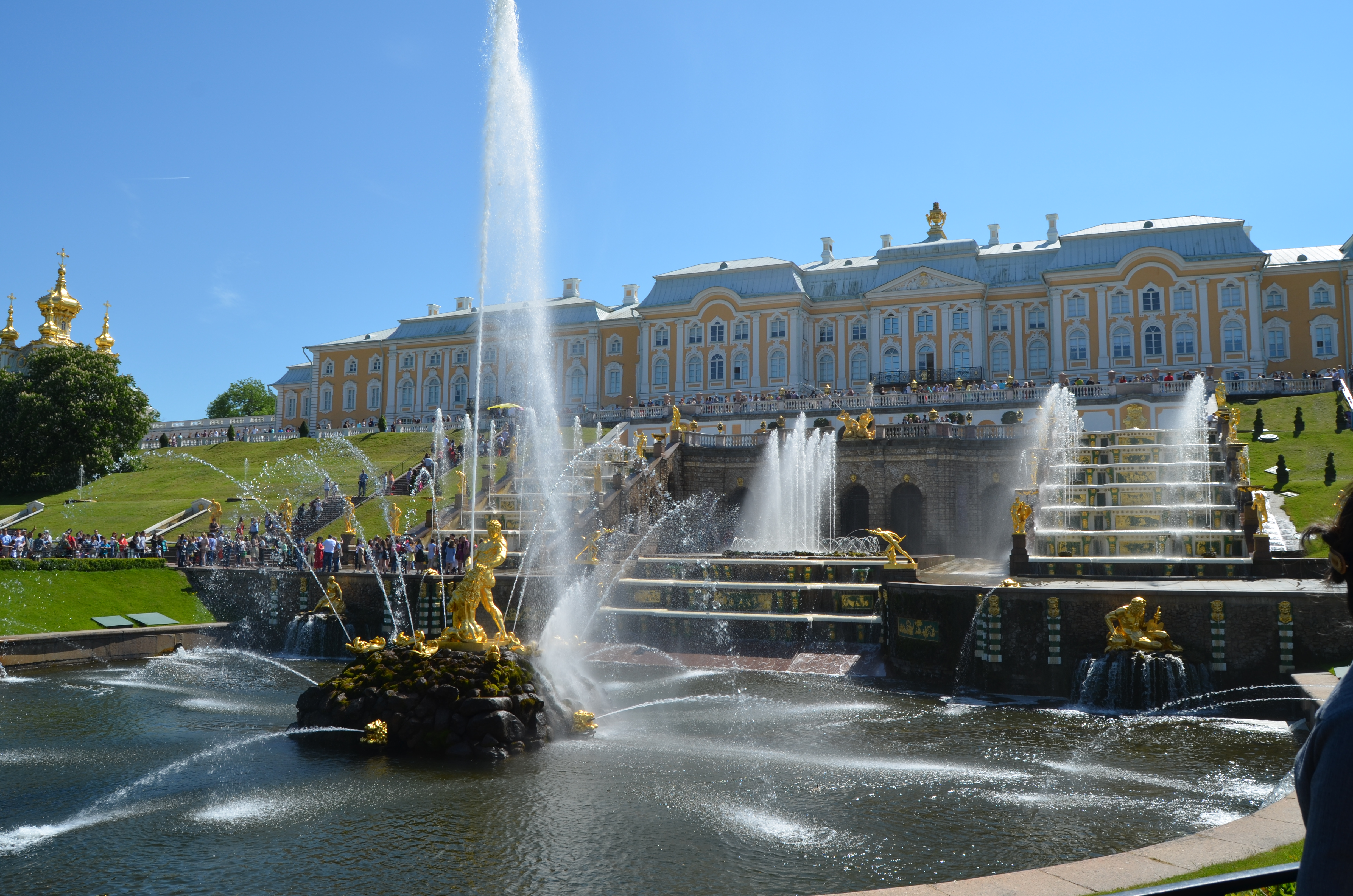
Cột nước cao 20 mét phun ra từ miệng con sử tử ở Đài phun nước Samson.